# Prix Mme Marie-Joséphine-Juglar
Le prix Mme Marie-Joséphine-Juglar, de la fondation Juglar, est un ancien prix exceptionnel de soutien à la création littéraire, décerné uniquement en 1879 par l'Académie française.
« Mme Marie-Joséphine Juglar a fait don à l’Académie d’une somme de trois mille francs, pour être divisée en deux parts : la première de deux mille francs, destinée à aider un jeune homme ayant déjà donné des preuves de talent ; la seconde de mille francs, applicable à un vieillard estimé par son mérite et digne d’intérêt ».

## Lauréats 1879
- Charles Cros pour l'ensemble de son œuvre (2 000 F)
- Michel Masson (1 000 F)